# Про природу богів
Про природу богів (лат. De natura deorum) — назва твору, написаного латинською мовою близько 45 року до н. е. римським державним діячем, письменником і філософом Марком Тулієм Цицероном, в якому обговорюються фундаментальні питання віри з точки зору трьох найважливіших античних філософських шкіл — стоїків, епікурейців та академіків.

## Зміст
Твір, що складається з трьох книг і присвячений Бруту, по суті, є стенограмою філософської бесіди, яка відбулася приблизно за 30 років до цього, близько 76 року до н. е., в будинку Котти, який був другом Цицерона. У творі учасники бесіди — М. Тулій Цицерон, Квінт Луцилій Бальб, Гай Веллій і Гай Аврелій Котта — говорять один за одним, а Цицерон, якому на той час було близько 30 років, виступає переважно в ролі слухача. C. Веллей представляє епікурейську школу, К. Бальбус — стоїків, а Ц. Котта виступає від імені академічних скептиків, до яких належав і Цицерон. У першій книзі, після вступу Цицерона, подається погляд на епікурейську школу, представлений Веллієм, а також критика Котти. Друга книга містить виклад і захист теорії стоїків Бальбусом, а третя книга містить критику Котти стоїчного вчення Бальбуса.

## Критика
Твір справив вагомий влив на мислителів, особливо у 18-му столітті. Кажуть, що Вольтер назвав «De natura deorum» «можливо, найкращою книгою в усій античності». Девід Юм у своїх Діалоги про природну релігію формально запозичив твір Цицерона: учень Клеанфа (лідера стоїків, представника природної релігії Юма) виступає в ролі слухача бесіди і приховує свою думку за думкою скептика Філона.
У 1811 році італійський священик-мінорит на ім'я Серафінус нібито опублікував четвертий том «De natura deorum», який, як він стверджував, знайшов у якомусь кодексі. Насправді рукопис був опублікований у видавництві Ю. Е. Гітциг в Берліні, а його автором, ймовірно, можна вважати протестантського проповідника Германа Гаймарта Клудіуса.

## Український переклад
- Марк Туллій Ціцерон. Про закони. Про державу. Про природу богів. Переклав з латини В. Литвинов. — Львів: Апріорі, 2019. 392 с. ISBN 978-617-629-506-8